# Ivar Müller
Ivar Müller, född den 18 september 1913 i Sala stadsförsamling i Västmanlands län, död den 17 februari 2008 i Oscars församling i Stockholm, var en svensk ämbetsman.
Müller tog studentexamen i Stockholm 1932 och juris kandidat-examen vid Stockholms högskola 1936 samt gjorde tingstjänstgöring 1937–1939. Han var 1940–1942 amanuens i Kommerskollegium och 1943–1944 kanslisekreterare i Handelsdepartementet. Åren 1945–1978 tjänstgjorde han vid Civilförsvarsstyrelsen: som förste byråsekreterare 1945–1948, som tillförordnad byråchef 1946–1948 och som byråchef tillika ställföreträdande generaldirektör 1948–1978. Åren 1975–1978 var han dessutom sakkunnig vid Försvarsdepartementet.
Under andra världskriget deltog Müller aktivt i mottagandet och inkvarteringen av flyktingar i Sverige och deltog i Vita bussarnas transporter av överlevande från koncentrationslägren. För sina insatser erhöll han utmärkelser från Belgien, Danmark, Finland och Polen. Han var under en tid regeringens representant i styrelsen för Svenska Röda Korset och expert i Internationella Rödakorskommittén.
Ivar Müller invaldes 1969 som ledamot av Kungliga Krigsvetenskapsakademien.